# PEX12
La proteína de ensamblaje de peroxisoma 12 es una proteína que en humanos está codificada por el gen PEX12.

## Función
Se necesita PEX12 para la importación de proteínas en peroxisomas. Este gen pertenece a la familia de las peroxinas-12. Las peroxinas (PEX) son proteínas que son esenciales para el ensamblaje de peroxisomas funcionales.

## Significación clínica
Los trastornos de la biogénesis de peroxisomas son un grupo de enfermedades genéticamente heterogéneas que suelen ser letales en la primera infancia. Aunque las características clínicas de los pacientes con PBD varían, las células de todos los pacientes con PBD presentan un defecto en la importación de una o más clases de proteínas de la matriz peroxisomal en el orgánulo. Este fenotipo celular es compartido por mutantes 'pex' de levadura y ortólogos humanos de genes PEX de levadura defectuosos en algunos grupos de complementación de PBD (CG).

## Interacciones
Se ha demostrado que PEX12 interactúa con PEX10, PEX5   y PEX19 .